# Othoes saharae
Othoes saharae är en spindeldjursart som beskrevs av Panouse 1960. Othoes saharae ingår i släktet Othoes och familjen Galeodidae. Inga underarter finns listade i Catalogue of Life.